# Wallowa
Wallowa è una città degli Stati Uniti d'America situata nell'Oregon, nella Contea di Wallowa.